# Alexis Vuillermoz
Alexis Vuillermoz (ur. 1 czerwca 1988 w Saint-Claude) – francuski kolarz górski i szosowy, czterokrotny medalista mistrzostw świata i Europy MTB. Zawodnik profesjonalnej grupy TotalEnergies.

## Kariera
Największy sukces w karierze Alexis Vuillermoz osiągnął w 2008 roku, kiedy Francuzi w składzie: Jean-Christophe Péraud, Arnaud Jouffroy, Laurence Leboucher i Alexis Vuillermoz zdobyli złoty medal w sztafecie cross-country podczas mistrzostw świata MTB w Val di Sole. W tej samej konkurencji reprezentacja Francji z Ravanelem w składzie zdobyła brązowe medale na mistrzostwach świata w Livigno w 2005 roku i rozgrywanych cztery lata później mistrzostwach w Canberze. W 2009 roku był także drugi w kategorii U-23, przegrywając tylko z Burrym Standerem z RPA. Ponadto Francuz zdobył także cztery medale na mistrzostwach Europy: srebrne w sztafecie i wśród juniorów na ME w Limosano (2006), srebrny w sztafecie na ME w Kapadocji (2007) oraz złoty w tej konkurencji na ME w St. Wendel (2008).
W 2012 przeszedł na zawodowstwo jako kolarz szosowy startując w barwach drużyny Sojasun, po rocznym pobycie w jej szeregach w charakterze stażysty.

## Najważniejsze osiągnięcia
2015
- 1. miejsce na 8. etapie Tour de France

2017
- 1. miejsce w Tour du Limousin
  - 1. miejsce na 2. etapie

2019
- 1. miejsce w Royal Bernard Drome Classic

2022
- 3. miejsce w Classic Grand Besançon Doubs
- 1. miejsce na 2. etapie Critérium du Dauphiné
- 3. miejsce w Giro del Piemonte